# Bahnstrecke Neumarkt–Dietfurt
| Bahnhof Neumarkt in der Oberpfalz |                      |                               |                               |
| Streckennummer (DB): | 5930                 |                               |                               |
| Kursbuchstrecke (DB): | 871 (1987)           |                               |                               |
| Kursbuchstrecke: | 417e (1946)          |                               |                               |
| Streckenlänge: | 37,0 km              |                               |                               |
| Spurweite: | 1435 mm (Normalspur) |                               |                               |
| |                      |                               |                               |
| \| \| \| von Nürnberg Hbf \| \| \| \| 0,0 \| Neumarkt (Oberpf) \| 426 m \| \| \| \| nach Regensburg Hbf \| \| \| \| 0,8 \| Anst Pfleiderer \| Anst Pfleiderer \| \| \| 1,9 \| Neumarkt-Hasenheide \| Neumarkt-Hasenheide \| \| \| 4,3 \| Sengenthal \| Sengenthal \| \| \| 5,7 \| Schlierferhaide \| Schlierferhaide \| \| \| 5,8 \| Anschluss Max Bögl \| Anschluss Max Bögl \| \| \| \| ehem. Ludwig-Donau-Main-Kanal \| \| \| \| 7,5 \| Greißelbach \| 416 m \| \| \| 8,0 \| nach Freystadt \| nach Freystadt \| \| \| 11,7 \| Mühlhausen (Sulz) \| Mühlhausen (Sulz) \| \| \| 15,8 \| Pollanten \| Pollanten \| \| \| 18,8 \| Berching \| Berching \| \| \| 23,2 \| Plankstetten \| Plankstetten \| \| \| 25,4 \| Anst Max Ginter \| Anst Max Ginter \| \| \| 26,7 \| Beilngries Pbf \| Beilngries Pbf \| \| \| 27,0 \| nach Eichstätt \| nach Eichstätt \| \| \| \| Beilngries Gbf \| \| \| \| 28,0 \| Bühlkirchen \| Bühlkirchen \| \| \| 30,2 \| Leising \| Leising \| \| \| 31,2 \| Kottingwörth \| Kottingwörth \| \| \| 34,7 \| Töging (Altmühl) \| Töging (Altmühl) \| \| \| 37,0 \| Dietfurt (Altmühl) \| Dietfurt (Altmühl) \| \| \| \| \| \| \| Quellen: [1] \| \| \| \| |                      |                               |                               |
| Strecke |                      | von Nürnberg Hbf              | von Nürnberg Hbf              |
| Bahnhof | 0,0                  | Neumarkt (Oberpf)             | 426 m                         |
| Abzweig geradeaus und nach links |                      | nach Regensburg Hbf           | nach Regensburg Hbf           |
| Abzweig geradeaus und nach links | 0,8                  | Anst Pfleiderer               | Anst Pfleiderer               |
| ehemaliger Haltepunkt / Haltestelle | 1,9                  | Neumarkt-Hasenheide           | Neumarkt-Hasenheide           |
| ehemaliger Haltepunkt / Haltestelle | 4,3                  | Sengenthal                    | Sengenthal                    |
| Dienststation / Betriebs- oder Güterbahnhof | 5,7                  | Schlierferhaide               | Schlierferhaide               |
| Abzweig ehemals geradeaus und nach rechts | 5,8                  | Anschluss Max Bögl            | Anschluss Max Bögl            |
| Brücke über Wasserlauf (Strecke außer Betrieb) |                      | ehem. Ludwig-Donau-Main-Kanal | ehem. Ludwig-Donau-Main-Kanal |
| Bahnhof (Strecke außer Betrieb) | 7,5                  | Greißelbach                   | 416 m                         |
| Abzweig geradeaus und nach rechts (Strecke außer Betrieb) | 8,0                  | nach Freystadt                | nach Freystadt                |
| Haltepunkt / Haltestelle (Strecke außer Betrieb) | 11,7                 | Mühlhausen (Sulz)             | Mühlhausen (Sulz)             |
| Haltepunkt / Haltestelle (Strecke außer Betrieb) | 15,8                 | Pollanten                     | Pollanten                     |
| Bahnhof (Strecke außer Betrieb) | 18,8                 | Berching                      | Berching                      |
| Haltepunkt / Haltestelle (Strecke außer Betrieb) | 23,2                 | Plankstetten                  | Plankstetten                  |
| Blockstelle (Strecke außer Betrieb) | 25,4                 | Anst Max Ginter               | Anst Max Ginter               |
| Bahnhof (Strecke außer Betrieb) | 26,7                 | Beilngries Pbf                | Beilngries Pbf                |
| Abzweig geradeaus und nach rechts (Strecke außer Betrieb) | 27,0                 | nach Eichstätt                | nach Eichstätt                |
| Dienststation / Betriebs- oder Güterbahnhof (Strecke außer Betrieb) |                      | Beilngries Gbf                | Beilngries Gbf                |
| Haltepunkt / Haltestelle (Strecke außer Betrieb) | 28,0                 | Bühlkirchen                   | Bühlkirchen                   |
| Haltepunkt / Haltestelle (Strecke außer Betrieb) | 30,2                 | Leising                       | Leising                       |
| Haltepunkt / Haltestelle (Strecke außer Betrieb) | 31,2                 | Kottingwörth                  | Kottingwörth                  |
| Haltepunkt / Haltestelle (Strecke außer Betrieb) | 34,7                 | Töging (Altmühl)              | Töging (Altmühl)              |
| Kopfbahnhof Streckenende (Strecke außer Betrieb) | 37,0                 | Dietfurt (Altmühl)            | Dietfurt (Altmühl)            |
| |                      |                               |                               |
| Quellen: |                      |                               |                               |

Die Bahnstrecke Neumarkt–Dietfurt war eine Nebenbahn in Bayern. Sie verlief von Neumarkt in der Oberpfalz südwärts entlang der Sulz, was ihr den Namen Sulztalbahn einbrachte, weitgehend parallel zum Ludwig-Donau-Main-Kanal nach Beilngries und von dort entlang der Altmühl nach Dietfurt. In Betrieb ist heute nur noch ein kurzer Abschnitt, der als Anschlussbahn für einen Industriebetrieb in Sengenthal dient. Im Juli 2020 schlug der VDV in einem Positionspapier die Verbindung Neumarkt–Beilngries–Kinding als eine zu reaktivierende Bahnstrecke vor.

## Geschichte
Bei Fertigstellung der Bahnstrecke Regensburg–Nürnberg im Jahr 1873 existierten bereits Pläne, die Gemeinden zwischen Neumarkt und Eichstätt ebenfalls an die Eisenbahn anzuschließen. Verschiedene Varianten wurden diskutiert, unter anderem Strecken nach Breitenbrunn und Kelheim, die aber bald wieder verworfen wurden. 1886 wurden die Pläne konkretisiert und der Bau einer Strecke Neumarkt–Beilngries–Dietfurt an der Altmühl wurde begonnen. In Greißelbach sollte eine Strecke nach Freystadt abzweigen, in Beilngries sollte die Strecke auf die Altmühltalbahn von Eichstätt Bahnhof treffen. 
Die Abschnitte zwischen Neumarkt und Beilngries sowie die abzweigende Strecke nach Freystadt wurden am 8. Oktober 1887 provisorisch für den Personen- und Güterverkehr freigegeben. Am 1. Juni 1888 konnte der Abschnitt Neumarkt–Beilngries mitsamt der Zweigstrecke Greißelbach–Freystadt (im Volksmund „Lerzerbahn“ genannt) eröffnet werden, die Verlängerung nach Dietfurt an der Altmühl wurde am 11. September 1909 freigegeben. Zunächst verbuchte die Strecke im Güter- wie im Personenverkehr große Erfolge, zudem trat sie in direkte Konkurrenz zu dem parallel verlaufenden Ludwigskanal und trug schließlich auch zu dessen wirtschaftlichem Niedergang bei. Mit Zunahme des motorisierten Individualverkehrs war aber auch bald ihre Existenz bedroht. Am 31. Juli 1966 wurde der Personenverkehr auf dem Abschnitt Dietfurt–Beilngries eingestellt, am 26. Mai 1967 wurde dieser Abschnitt stillgelegt und 1968 abgebaut.
Mit dem Bau des neuen Main-Donau-Kanals zwischen Bamberg und Kelheim wurde endgültig das Ende der Bahnstrecke Neumarkt–Dietfurt eingeläutet: die Strecke war, vor allem mit dem Bahnhof Beilngries, dem Großprojekt im Weg. Am 25. September 1987 verkehrte der letzte Personenzug zwischen Neumarkt und Beilngries, Güterzüge im Abschnitt Greißelbach–Beilngries bis zum 29. Juli 1989. Zwischen 28. August 1989 und 30. November 1989 wurde die Strecke bis südlich des Bahnhofs Greißelbach abgebaut, lediglich das Teilstück Neumarkt–Greißelbach blieb vorübergehend als Nebenbahn in Betrieb. Mit Ablauf des 31. Oktober 1991 wurde auch dieser Rest der Nebenbahn stillgelegt und die Gleise bis ca. Betriebs-km 5,5 zurückgebaut. Das verbliebene Gleis wurde zu einem Bahnhofsnebengleis herabgestuft und der Gleisanschluss Firma Max Bögl errichtet. Im Zuge der Errichtung des Anschlusses wurde die unfallträchtige Fischerhäusl-Kurve der B 299 entschärft und eine neue Nordzufahrt zum Werk (Tor 3) geschaffen. Am 1. Januar 2005 wurde das Anschlussgleis von der Firma Max Bögl übernommen. Seitdem ist das Frachtaufkommen gestiegen. Der Anschluss wird täglich bedient. Seit 2011 wird auch das Tchibo-Zentrallager in Neumarkt über den Gleisanschluss mit Containern beliefert, die von dort mit LKW befördert werden. Anfang 2016 wurde auf dieser Reststrecke der Oberbau saniert und neue Schienen wurden verlegt.

## Streckenbeschreibung
Die Strecke verlässt den Bahnhof Neumarkt in Richtung Süden und überquert zunächst die Ingolstädter Straße. Sie führt dann durch das Industriegebiet Süd, wo sich ein Werksanschluss zur Pfleiderer AG befindet, und vorbei am Stadtteil Hasenheide. Hier verlässt sie das Stadtgebiet Neumarkt und führt durch das Missholz. Anschließend wird Sengenthal erreicht, wo sich ein ehemaliger Haltepunkt mit noch vorhandenem Schüttbahnsteig befindet. Das nahe Wirtshaus, in dem sich einst auch ein Warteraum für Fahrgäste befand, ist mittlerweile abgebrochen. Die Strecke folgt weiter der ehemaligen B 299 bis zum Gewerbegebiet Schlierferheide, wo die Strecke heute in km 5,8 in das Werk Sengenthal (Tor 3) der Max Bögl GmbH führt. Die eigentliche Strecke weiter Richtung Beilngries ist ab hier demontiert. 
Ursprünglich befand sich hier ein weiterer Bahnübergang über die B 299, die Strecke verlief anschließend entlang der Bundesstraße bis kurz vor Greißelbach, wo sie wiederum die Bundesstraße und auch den Ludwigskanal kreuzte und dann den alten Bahnhof Greißelbach erreichte. Das Bahnhofsgebäude samt Nebengebäude ist restauriert. Das ehemalige Bahnhofsgelände in Greißelbach dient heute dem Eigentümer, der Firmengruppe Bögl, als Innovationszentrum, wo firmeneigene Fahrwegprodukte ausgestellt sind: Verschiedene Systeme der Festen Fahrbahn, ein Segment einer Schnellfahrweiche, ein Transrapid-Fahrwegträger und seit kurzem sogar ein Tübbing-Ring. Ausgestellt sind hier ein Zugteil des Transrapid TR 07, der ursprünglich auf der Teststrecke im Emsland seine Runden drehte sowie seit 29. Mai 2013 die Dampflok 98 507 (Leihgabe der Stadt Ingolstadt), die hier als letzte Dampflok der Baureihe 98.4–5 (bayerische D XI) zwischen Greißelbach und Freystadt bis 1960 im Personenzugverkehr eingesetzt war und im Volksmund „Freystädter Bockel“ genannt wird. Der Bahnhof Greißelbach hatte einstmals drei Gleise, während Gleis 2 Hauptgleis in Richtung Beilngries war, zweigte von Gleis 3 die Nebenbahn nach Freystadt (Oberpf) ab. Die Strecke führte weiter nach Süden, kreuzte erneut die B 299 und verlief nun zwischen Bundesstraße und Kanal. Sie erreichte nun Mühlhausen. Anschließend schwenkte die Strecke nach Südosten, passierte die alte Haltestelle von Mühlhausen (Sulz) und führte zum Ludwig-Donau-Main-Kanal, dem sie nun parallel folgte. Kurz vor Pollanten wurde die B 299 ein weiteres Mal überquert und kurz darauf die Haltestelle Pollanten erreicht. Kanal, Bahnstrecke und Bundesstraße verliefen nun direkt nebeneinander und führten in das Tal der Sulz. 

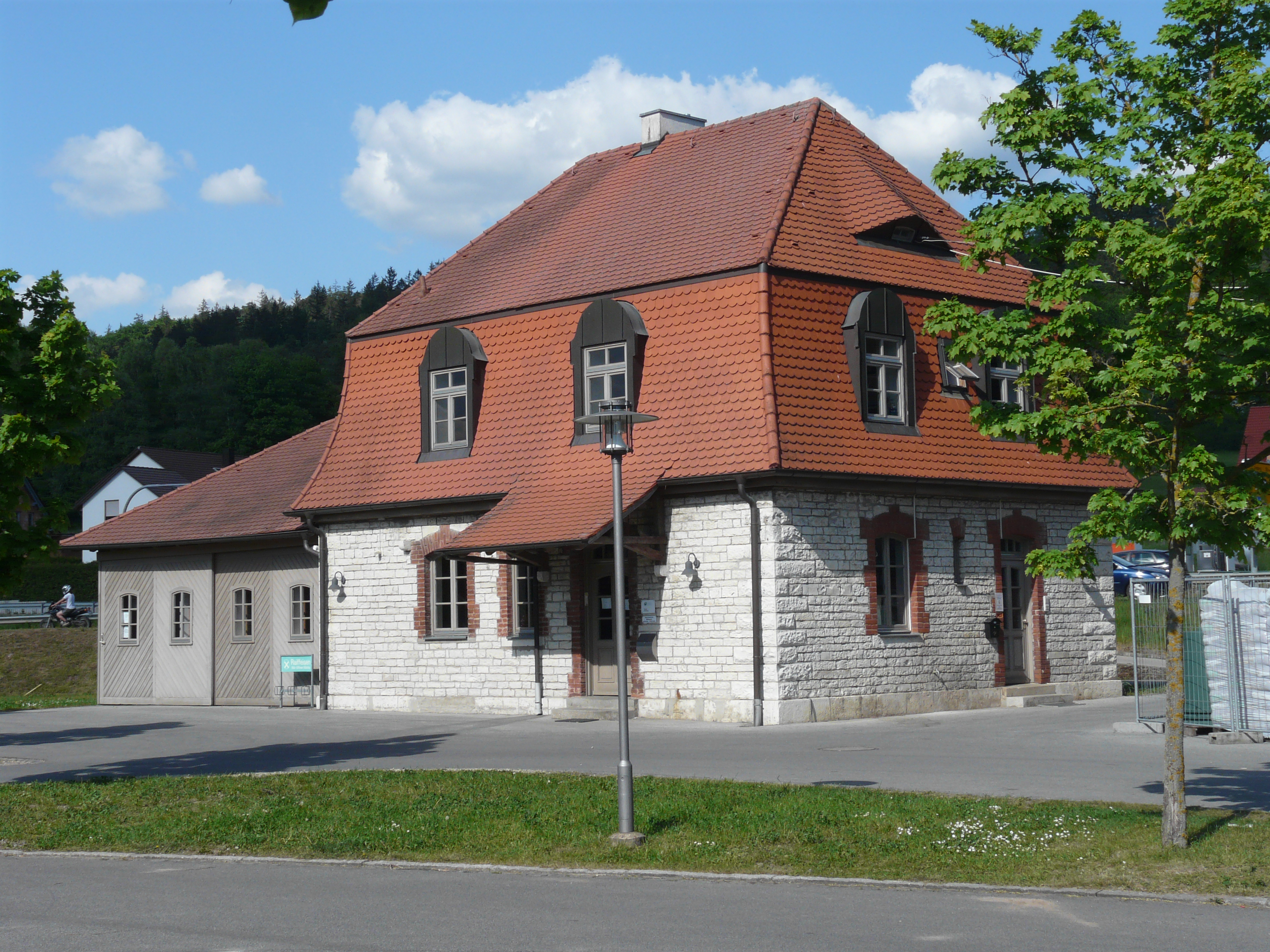
Ehemaliger Bahnhof von Berching

Am Ortseingang von Berching befand sich der Bahnhof mit seinen drei Gleisen. Im Bahnhof zweigte auch ein Gleisanschluss zur Flachsröste ab. Die Strecke verlief hier ein Stück weit entlang der Stadtmauer von Berching und folgte weiter dem Ludwig-Donau-Main-Kanal.
Die Strecke führte nun durch Plankstetten, wo sich eine weitere Haltestelle befand. Südlich von Plankstetten folgte wieder ein Bahnübergang, die Strecke verlief nun wieder neben Bundesstraße und Kanal. Nachdem Gösselthal passiert wurde – hier befand sich die Anschlussstelle Ginter (PA Ginter) – erreichte die Strecke schließlich Beilngries. Hier gab es zwei Bahnhöfe, den Personenbahnhof aus dem Jahre 1929 (Abzweigbahnhof der Nebenbahn nach Eichstätt) sowie ein Stück weiter der Güterbahnhof aus dem Jahre 1888. Hiervon existiert noch heute das einstige Empfangsgebäude in unmittelbarer Nähe des Rhein-Main-Donau-Kanals, alle anderen Bahngebäude, auch der Lokschuppen, wurden im Zuge des Kanalbaus abgebrochen.
Die Bahnstrecke Neumarkt–Dietfurt mündete ins Altmühltal nach Osten und folgte dem Tal am Fuß des nördlichen Hangs. Am nördlichen Ortsrand von Kottingwörth befand sich ein weiterer Haltepunkt, ebenso in Töging. Die Strecke schwenkte nun nach Nordosten, querte ein zweites Mal den Ludwig-Donau-Main-Kanal und führte ins Stadtgebiet von Dietfurt (Altmühl), wo sich der Endbahnhof befand.

## Heutiger Zustand

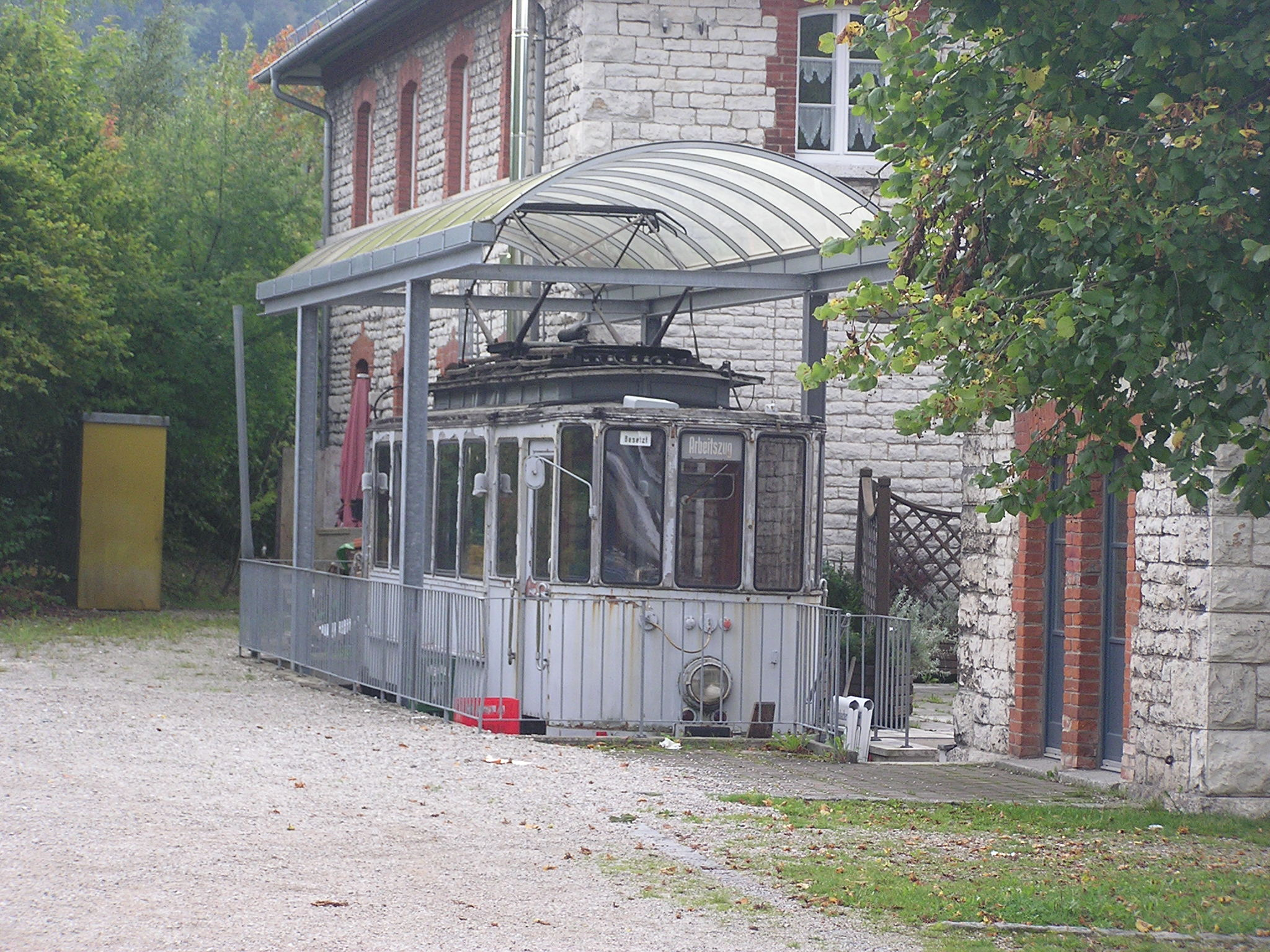
Ehemaliger Bahnhof von Beilngries mit einem früheren Triebwagen der Rheinbahn

Bis auf den bereits beschriebenen noch im Betrieb befindlichen 5,8 km langen Abschnitt vom Bahnhof Neumarkt (Oberpf) zum Werksgelände ist die Strecke komplett demontiert worden. Auf weiten Teilen lässt sich ihr Verlauf aber noch heute im Gelände gut erkennen. Vielerorts wurde das Gleisbett zum Bahntrassenradweg umgebaut. Einige Bahnhofsgebäude aus dieser Zeit sind noch, soweit es sich um massive Steinbauten und nicht um die für die Bayerischen Lokalbahnen typischen hölzernen Agenturgebäude handelte, erhalten, so etwa in Greißelbach, Berching und Beilngries. Das Bahnhofsgebäude in Greißelbach gehört der Firma Max Bögl und wurde von ihr für Präsentationen saniert.
Auf dem heute als Anschlussgleis von Max Bögl betriebenen Reststück verkehrt heute neben DB-Lokomotiven auch die werkseigene Rangierlokomotive V 60 608 (ehemalige 360 608 der DB). Auch Personenzüge verkehrten gelegentlich auf der alten Bahnstrecke: Am 10. Oktober 2010 der Dampfzug der Fränkischen Museumseisenbahn e. V. (FME), am 27. Mai 2012 eine zweiteilige Schienenbusgarnitur im Zuge einer Sonderfahrt der IBSE e. V. und am 31. März 2013 die Dampflok 52 8195 mit dem Museumszug der FME als „Osterexpress“.
Am ehemaligen Haltepunkt Sengenthal steht seit einiger Zeit ein Replikat der früheren Stationstafel.
Das Jubiläum „125 Jahre Sulztalbahn“ wurde am 2. Juni 2013 mit Dampfpendelfahrten auf dem verbliebenen Gleisabschnitt und einem Bahnhofsfest am ehemaligen Bahnhof Greißelbach begangen. Im Hinblick auf dieses Jubiläum erhielt das Gleisfeld vor dem Werkstor den Namen „Bahnhof Schlierferheide“ und es wurde hier eine Stationstafel „SCHLIERFERHEIDE“ aufgestellt, die in Anlehnung an die früheren Stationstafeln der Sulztalbahn gestaltet wurde.
2016 wurden auf der Strecke nach Sengenthal 386.000 Tonnen transportiert und umfangreiche Instandhaltungsmaßnahmen durchgeführt.